# 逆為替
逆為替とは、金を受け取る側が振出人、支払う側が名宛人となる為替手形である。通常の手形であれば、金を支払う側が振出人、受け取る側が名宛人となり、為替手形の動く方向と資金の動く方向が同じであるが、その逆であるため逆為替という。
もっぱら輸出代金の回収に用いられる。

## 逆為替による輸出代金回収のプロセス
1. 輸出者は、船積みを終えた後、為替手形を振り出し、船積書類（信用状取引の場合は、信用状も）を添えて、取引銀行に買取を依頼する。
2. 取引銀行は、為替手形を買取り、代金を輸出者に支払う。
3. 取引銀行は、輸出先の国の契約銀行に為替手形を送付し、代金を受け取る。
4. 輸出先の国の契約銀行は、為替手形を輸入者に呈示し、輸入者は手形代金と引き換えに船積書類を入手する。

## その他
送金による為替の場合は、為替の動く方向と資金の動く方向が一致する。これを並為替という。